# Federico Zezular
Federico Zezular (Córdoba, 9 de noviembre de 2001) es un basquetbolista argentino que juega en las posiciones de escolta y alero para el Quimsa de la Liga Nacional de Básquet de Argentina.

## Trayectoria
Zezular practicó tenis durante su niñez, llegando posteriormente a los 13 años al básquetbol por influencia de un profesor de educación física de su escuela que lo invitó a jugar en el club Belgrano. Fue parte del plantel que ganó el torneo de segunda división de la Asociación Cordobesa de Básquetbol en 2016.
En 2017 fue reclutado por San Isidro, donde se destacó jugando a nivel juvenil y tuvo la posibilidad de debutar con el equipo profesional en la La Liga Argentina.
Luego de seis temporadas militando en la segunda categoría del básquetbol argentino, Zezular fue fichado por Quimsa en agosto de 2023. En su primer año en el club ganó la Supercopa de La Liga de 2023, la Copa Súper 20 de 2024 y la Liga de Campeones de Baloncesto de las Américas 2023-24.

## Selección nacional
Zezular fue varias veces preseleccionado para integrar los equipos nacionales juveniles de Argentina, pero no llegó a jugar oficialmente ningún torneo con ellos.
En 2024 fue convocado para formar parte un seleccionado de jóvenes talentos argentinos que enfrentó en un partido amistoso a Uruguay.